# الخزعبلات (فلم 1993)
الخزعبلات (بالإنجليزية: Hocus Pocus) هو فيلم رعب كوميدي أمريكي من إخراج كيني أورتيغا وبطولة بيت ميدلر، سارة جيسيكا باركر، كاثي نجيمي، ثورا بيرتش وفينيسا شاو. صدر الفيلم في 16 يوليو 1993.

## روابط خارجية
- مقالات تستعمل روابط فنية بلا صلة مع ويكي بيانات